# Bicyrtes
Bicyrtes es un género de avispas depredadoras grandes, generalmente de colores brillantes de la subfamilia Bembicinae.
Hacen sus nidos en suelos arenosos. Muchas especies del género almacenan bichos pentatómidos paralizados en sus nidos para alimentar a sus crías, otros usan Reduviidae o Coreidae. Son del Nuevo Mundo.

## Algunas especies
- Bicyrtes affinis (Cameron, 1897)
- Bicyrtes capnopterus (Handlirsch, 1889)
- Bicyrtes diodontus (Handlirsch, 1889)
- Bicyrtes discisus (Taschenberg, 1870)
- Bicyrtes fodiens (Handlirsch, 1889)
- Bicyrtes insidiatrix (Handlirsch, 1889)
- Bicyrtes quadrifasciatus (Say, 1824)
- Bicyrtes spinosus (Fabricius, 1794)
- Bicyrtes variegatus (Olivier, 1789)
- Bicyrtes viduatus (Handlirsch, 1889)
- Bicyrtes ventralis (Say, 1824)